# Mutenodjmete
Mutenodjmete (Mutnodjmet), Mutenodjmete (Mutnedjmet) ou Mutebenret (Mutbenret) foi uma mulher egípcia que viveu durante a XVIII dinastia, sendo possivelmente a filha do vizir Aí e sua esposa. 
Mutenodjmete foi a consorte de Nactemim, mãe de Nefertari e irmã de Nefertiti, além de tia de Meritaton e Anquesenamon.
Antes de ser a consorte de Horemebe, foi casada com o General Nactemim, com quem teve dois filhos: o menino Baraca e a menina Nefertari, esposa de Ramessés II.